# Helmut Ensslin
Helmut Eugen Ensslin (Ulm, 1909 – Stuttgart, 1984) était un pasteur protestant évangélique allemand. Dans les années 1930, il se joignit à l'église confessante opposée au régime nazi. Sa fille Gudrun Ensslin fut dans les années 1970 parmi les fondateurs de la Fraction armée rouge (RAF).

## Biographie succincte
Helmut Ensslin fit des études de théologie à l'université de Tübingen, et s'affilia à l'association estudiantine Normannia, qui tentait, en 1934 et 1935, de résister à la Gleichschaltung et à préserver son autonomie, et dont était également devenu membre le futur procureur fédéral Kurt Rebmann. À l'issue de ses études, Helmut Ensslin devint pasteur, exerçant notamment à Bad Cannstatt, dans la proche banlieue de Stuttgart. Pendant toute la durée de la domination nazie, il fut un partisan de l'église confessante, qui s'opposait au régime. Il épousa Ilse Ensslin, avec qui il eut sept enfants, dont, en 1940, Gudrun Ensslin. Helmut Ensslin avait par ailleurs une activité d'artiste peintre.

## Années 1970
Le pasteur Helmut Ensslin n'était pas piétiste, mais un adepte de la théologie dialectique de Karl Barth. Quoiqu'il réprouvât les activités de sa fille Gudrun Ensslin au sein de la Fraction armée rouge, il s'efforça néanmoins de comprendre les motifs du groupe terroriste et voulut entrer en contact personnel avec sa fille, ce qui lui valut nombre d'inimitiés publiques. Dans l'hebdomadaire Der Spiegel, en 1972, il critiqua le traitement réservé par la presse, l'État et la société au mouvement étudiant des années 1967 et 1968 : « Ce mouvement a été ridiculisé par une grande partie de la presse, et ce qui aurait dû, compte tenu du contenu éthique positif de ce mouvement, déclencher une attitude particulièrement affective, fut au contraire criminalisé, pour être finalement balayé, par l'intervention policière, hors de la sphère publique, où, de toute façon, il n'aurait jamais pu acquérir aucune base politique opérante chez les classes laborieuses de ce temps-là. » À propos de la RAF, il observa que « depuis longtemps, ce groupe ne s'attend plus à aucune tolérance de la part de la société et, par cela même, a évolué vers une dureté telle, que les parents ne font plus face désormais qu'à des épreuves insurmontables, sans plus de possibilité de dialogue. »
Helmut Ensslin joignit sa voix à une initiative lancée par la parentèle des détenus de la RAF pour réclamer la suspension de la détention en isolement et d'autres durcissements supposés de leurs conditions de détention. Sa fille Gudrun fut retrouvée morte dans l'établissement pénitentiaire de Stuttgart-Stammheim le 18 octobre 1977.

## Sources
Archives de l'association estudiantine Normannia Tübingen.